# Барки (Брянская область)
Барки — деревня в Злынковском районе Брянской области, в составе Щербиничского сельского поселения. 
 Расположена в 8 км к востоку от города Злынки. Население — 2 человека (2010).

## История
Возникла в 1860-х гг. как хутор при спичечной фабрике (одна из первых в России, с 1862). До 1929 года входил в Новозыбковский уезд (Денисковичская, с 1923 Злынковская волость); в 1929—1939 в Новозыбковском районе, затем в Злынковском, при временном упразднении которого (1959—1988) — вновь в Новозыбковском.
До 1960 года являлась центром Барковского сельсовета; в 1960—1988 гг. — в Деменском сельсовете, в 1988—2005 гг. — в Большещербиничском.
| Годы      | 1897 | 1926 | 1979 | 1989 | 2002 | 2010 |
| --------- | ---- | ---- | ---- | ---- | ---- | ---- |
| Население | 1    | 330  | 157  | 79   | 13   | 2    |